# Trichogrammatella tristis
Trichogrammatella tristis är en stekelart som beskrevs av Girault 1911. Trichogrammatella tristis ingår i släktet Trichogrammatella och familjen hårstrimsteklar. Inga underarter finns listade i Catalogue of Life.